# Cloreto de protactínio(V)
Cloreto de protactínio(V) é o composto de fórmula química PaCl5.